# Plat de Lezoux
Le plat de Lezoux est le nom donné à un vase en céramique sigillée présentant une inscription gallo-latine, découverte sur le site de production de Lezoux.
Le fragment de plat Drag. 043 a été découvert en janvier 1970. La majeure partie du texte est conservée sur la face supérieure, tandis que le reste de l’inscription se trouve sur un pied haut de 1 centimètre. Le vase est daté de la phase 5 des productions de céramique sigillée de Lezoux (première moitié du IIe siècle).
Le texte évoque des conseils ou prescriptions données à un jeune homme mais le rapport avec la nourriture n'est pas certain'.

## Lectures
Lecture par Pierre-Yves Lambert :

« ne [[re]] regu · na.[

gandobẹ ịṇ-ịi nouiío .[

extincon papi coriíosed exa.co[

mesamobi molatus cerdo.gnu < u > con[

< suetị >

pape boudi . magarni papon mam[

nane . deuorbuetid ḷonc.ate e[

-------- 

nu gnate ne dama gussou n[

uero ne curri ne papu co ts. < u >[

pape ambio boudi ne tetu[

< papi >

batoron ueía suebreto su[

git bio leḍg̣ọ ṃọḅerci[

nane ḍeu[

buetid .on[ »

Lecture par Léon Fleuriot :

« (1) ne regu na...

(2) gandobe inte noviio...

(3) extincon papi coriiosed[ii] exa o...

(4) mesamobi molatus certiognu sueticon...

(5) pape boudi macarni papon mar...

(6) nane deuorbuetid loncate...

(7) nu gnate ne dama gussou n...

(8) uero ne curri ne papu cos...

(9) pape ambito papi boudi ne tetu...

(10) batoron ueia suebreto...

(11) citbio ledgamo berto... »

Lecture par Jean-Paul Savignac :

« NE REGV NA...

GANDOBE INTE NOVIIO...

EXTINCON PAPI CORSIOSED EXA O...

MESAMOBI MOLATVS CERTIOGNV SVETICON...

PAPE BOVDI MACARNI PAPON MAR...

NANE DEVORBVETID LONCATE...

NV GNATE NE DAMA GVSSOV N...

VERO NE CVRRI NE PAPI COS...

PAPE AMBITO PAPI BOVDI NE TETV...

BATORON VEIA SVEBRETO SV...

CITBIO LEDGAMO BERTO...

-----

NENE DEVU[or]

BUVIT[id] [L]ON[cate] »

## Traductions
Traduction par Léon Fleuriot :

« (1) Je n'amène pas (la faim ?)

(2) au moyen de récipients, de façon nouvelle...

(3) la pleine suffisance de chaque Coriosédien de...

(4) par les juges (experts), loués à juste titre, bonne suffisance...

(5) pour chaque avantage nourrissant, chaque (grand ?)...

(6) par faim qui survient,vous avalez...

(7) à présent, fils, ne souffre pas, de la peine...

(8) supérieur, ne place pas, ne ... par chaque...

(9) pour chaque citoyen, pour chaque avantage, ne...

(10) des guerriers la force, bon apport (de nourriture)...

(11) ... vif, affaibli (?), apport... »

Traduction par Jean-Paul Savignac :

« Je n'offre pas la faim (avec de tels ?)...

morceaux, de façon nouvelle... (j'apporte ?)...

la sur-suffisance de chaque Coriossédien depuis...

loués à juste titre par les connaisseurs bien-suffisance...

à chaque avantage en nourriture chaque grand....

à la faim qui revient vous avalez...

maintenant, fils, ne cède pas à la violence...

supérieure, ne jette pas, ne... pas de chaque...

pour chaque concitoyen pour chaque avantage ne...

la force des combattants.. bon-apport, bon..

le convive affaibli, apport...

-----

à la faim qui

revient vous avalez »